# Howie Tee
Hitman Howie Tee (nascido Howard Anthony Thompson; Londres, 2 de fevereiro  de 1964 –2 de agosto de 2025) foi um DJ e produtor inglês de hip-hop mas criado no Brooklyn. Howie Tee foi melhor conhecido por seu trabalho com o grupo UTFO, Chubb Rock, Special Ed e The Real Roxanne.
Howie se juntou a Kangol Kid do grupo UTFO para produzir o clássico "Nothing Serious (Just Buggin)" do grupo Whistle. Se tornou então produtor da gravadora independente de Nova Jérsei, a Select Records. "I Got It Made" de Special Ed e "Treat em' Right" de Chubb Rock foram produzidas por Howie. Em 1991 ele mixou e co-produziu o sucesso "I Wanna Sex You Up" do grupo Color Me Badd.

## Morte
Tee morreu no dia 2 de agosto de 2025, aos 61 anos.

## Discografia

### Álbuns
| Ano  | Álbum                                                                         | Posição nas paradas | Posição nas paradas    |
| Ano  | Álbum                                                                         | Billboard 200       | Top R&B/Hip Hop Albums |
| ---- | ----------------------------------------------------------------------------- | ------------------- | ---------------------- |
| 1988 | Chubb Rock Featuring Hitman Howie Tee (Chubb Rock Featuring Hitman Howie Tee) | –                   | 54                     |
| 1989 | And the Winner Is... (Chubb Rock With Howie Tee)                              | –                   | 28                     |

### Singles
| Ano  | Canção                                                             | Posição nas paradas | Posição nas paradas   | Posição nas paradas | Posição nas paradas  |
| Ano  | Canção                                                             | Billboard Hot 100   | Hot R&B/Hip-Hop Songs | Hot Rap Singles     | Hot Dance Club Songs |
| ---- | ------------------------------------------------------------------ | ------------------- | --------------------- | ------------------- | -------------------- |
| 1983 | "Get Tough" (CDIII)                                                | –                   | -                     | -                   | –                    |
| 1984 | "Success" (CDIII)                                                  | –                   | -                     | -                   | –                    |
| 1985 | "Romeo Part 1" (The Real Roxanne with Hitman Howie Tee)            | –                   | 64                    | -                   | –                    |
| 1986 | "Bang Zoom (Let's Go-Go)" (The Real Roxanne with Hitman Howie Tee) | –                   | 24                    | -                   | –                    |
| 1987 | "Rock N' Roll Dude" (Chubb Rock and Domino with Hitman Howie Tee)  | –                   | -                     | -                   | –                    |
| 1988 | "DJ Innovator" / "I Feel Good" (Chubb Rock with Hitman Howie Tee)  | –                   | -                     | -                   | –                    |
| 1989 | "Ya Bad Chubbs" (Chubb Rock with Howie Tee)                        | –                   | –                     | 15                  | –                    |

### Singles produzidos
| Ano  | Canção                                                            | Posição nas paradas | Posição nas paradas   | Posição nas paradas | Posição nas paradas  |
| Ano  | Canção                                                            | Billboard Hot 100   | Hot R&B/Hip-Hop Songs | Hot Rap Singles     | Hot Dance Club Songs |
| ---- | ----------------------------------------------------------------- | ------------------- | --------------------- | ------------------- | -------------------- |
| 1985 | "(Nothing Serious) Just Buggin'" (Whistle)                        | –                   | 17                    | -                   | 18                   |
| 1985 | "2-4-6-8/Here We Are" (Crash Crew)                                | –                   | -                     | -                   | -                    |
| 1986 | "Just For Fun" (Whistle)                                          | –                   | 61                    | -                   | -                    |
| 1986 | "Santa Is A B-Boy" (Whistle)                                      | –                   | 92                    | -                   | -                    |
| 1987 | "They Call Me Puma" (Seeborn & Puma)                              | –                   | -                     | -                   | –                    |
| 1987 | "Barbara's Bedroom" (Whistle)                                     | –                   | 31                    | -                   | –                    |
| 1987 | "Back Rappin'" (E.S.P.)                                           | –                   | -                     | -                   | –                    |
| 1987 | "Don't Let The Music Stop" (MC Miker G)                           | –                   | -                     | -                   | –                    |
| 1987 | "Heartbreak Hotel" (Little Shawn)                                 | –                   | -                     | -                   | –                    |
| 1988 | "Respect" (The Real Roxanne)                                      | –                   | 55                    | -                   | –                    |
| 1988 | "Soul Man" (Isidore aka Izzy Ice)                                 | –                   | -                     | -                   | –                    |
| 1988 | "DJ Innovator" / "I Feel Good" (Chubb Rock with Hitman Howie Tee) | –                   | -                     | -                   | –                    |
| 1988 | "Wild Thing" (E.S.P.)                                             | –                   | -                     | -                   | –                    |
| 1989 | "I Got It Made" (Special Ed)                                      | -                   | 18                    | 9                   | –                    |
| 1989 | "Ya Bad Chubbs" (Chubb Rock with Howie Tee)                       | –                   | –                     | 15                  | –                    |
| 1989 | "Right Next To Me" (Whistle)                                      | 60                  | 52                    | -                   | –                    |
| 1989 | "Think About It" (Special Ed)                                     | -                   | 68                    | -                   | –                    |
| 1989 | "Stop That Train" (Chubb Rock)                                    | –                   | –                     | 23                  | –                    |
| 1990 | "I'm The Magnificent" (Special Ed)                                | –                   | 37                    | 27                  | –                    |
| 1990 | "Treat 'Em Right" (Chubb Rock)                                    | 95                  | 33                    | 1                   | 32                   |
| 1990 | "The Mission" (Special Ed)                                        | -                   | 25                    | 5                   | -                    |
| 1990 | "Come On, Let's Move It" (Special Ed)                             | -                   | 30                    | 8                   | -                    |
| 1991 | "The Chubbster" (Chubb Rock)                                      | –                   | 41                    | 1                   | 8                    |
| 1991 | "I Wanna Sex You Up" (Color Me Badd)                              | 2                   | 1                     | –                   | –                    |
| 1991 | "All 4 Love" (Color Me Badd)                                      | 1                   | -                     | –                   | –                    |
| 1991 | "Just the Two of Us" (Chubb Rock)                                 | –                   | 20                    | 1                   | –                    |
| 1991 | "Slow Motion" (Color Me Badd)                                     | 15                  | 10                    | -                   | –                    |
| 1992 | "Hickeys On Your Chest" (Little Shawn)                            | –                   | -                     | 11                  | –                    |
| 1992 | "The Big Man" (Chubb Rock)                                        | –                   | 96                    | 30                  | –                    |
| 1992 | "Fingertips (Clap Your Hands)" (E.S.P.)                           | –                   | -                     | -                   | –                    |
| 1992 | "I Made Love (4 Da Very 1st Time)" (Little Shawn)                 | –                   | -                     | 28                  | –                    |
| 1992 | "Heartbreaker" (Color Me Badd)                                    | 57                  | 32                    | -                   | –                    |
| 1993 | "Romantic Call" (Patra featuring Yo-Yo)                           | 55                  | 35                    | 9                   | 21                   |
| 1993 | "In The Sunshine" (Color Me Badd)                                 | -                   | -                     | -                   | –                    |
| 1994 | "The Glock" (Vicious)                                             | -                   | -                     | -                   | -                    |
| 1994 | "The Choice Is Yours" (Emage)                                     | -                   | 81                    | -                   | -                    |
| 1995 | "Neva Go Back" (Special Ed)                                       | -                   | 68                    | 12                  | -                    |
| 1995 | "One Little Indian" (Little Indian)                               | -                   | -                     | -                   | -                    |